# Orchestra Filarmonică din Berlin

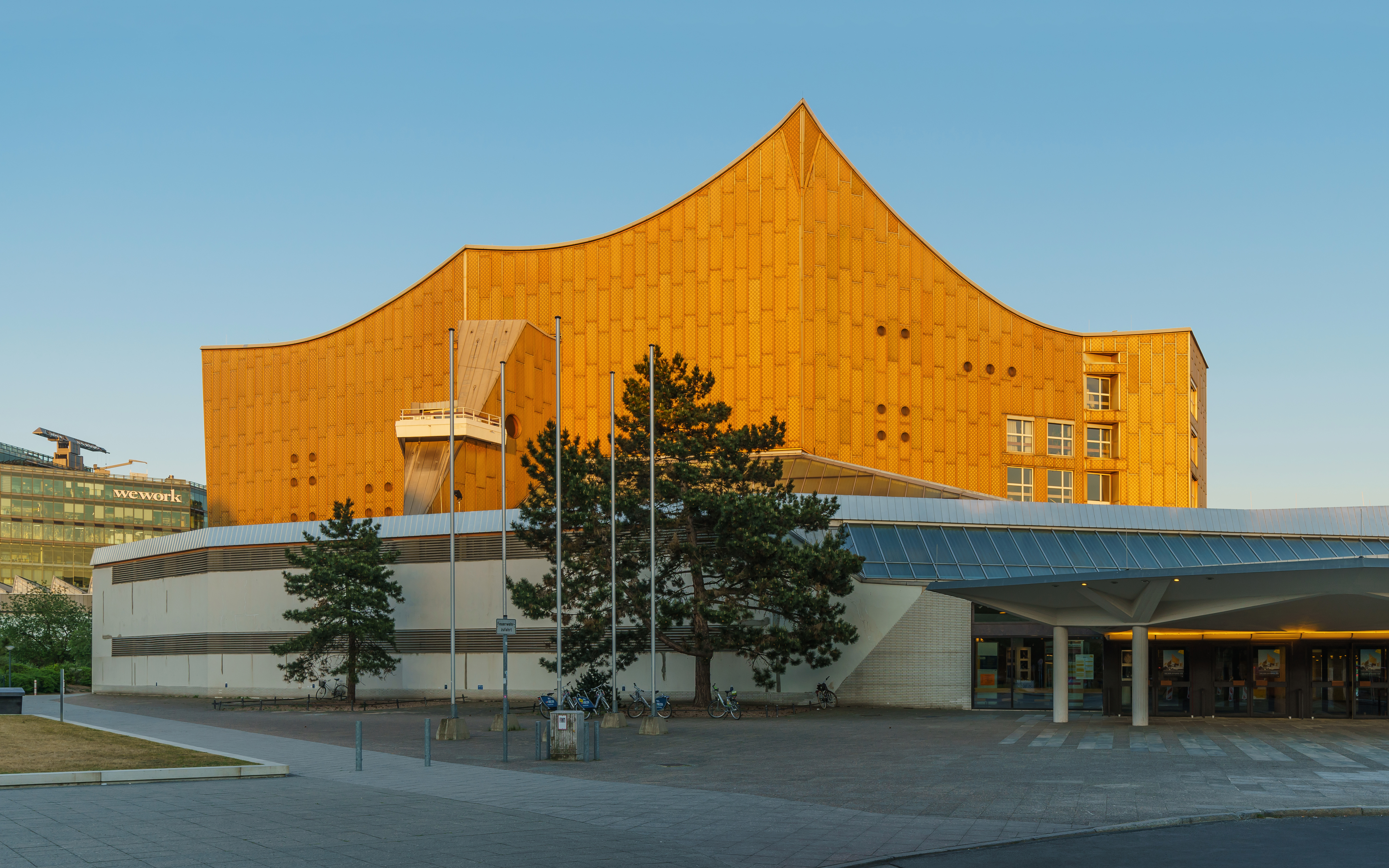
Intrarea în sala de concerte

Orchestra Filarmonică din Berlin (germană: Berliner Philharmoniker) este o orchestră din Berlin, Germania. În anul 2006 a fost votată ca fiind a treia în Top 10 cele mai bune orchestre din Europa, după Orchestra Filarmonică din Viena și Orchestra Regală Concertgebouw Amsterdam iar în 2008 a fost votată a doua cea mai bună orchestră din lume într-un sondaj efectuat de revista britanică Gramophone (după Concertgebouw). Principala locație pentru concerte este Filarmonica din Berlin localizată în zona Kulturforum al orașului. Începând cu anul 2019 principalul dirijor este Kirill Petrenko. Orchestra Filarmonică din Berlin deține și câteva ansambluri de muzică de cameră. Fondurile organizației provin de la orașul Berlin în parteneriat cu Deutsche Bank.

## Istoric
Orchestra Filarmonică din Berlin a fost fondată la Berlin în 1882 de 54 de muzicieni sub numele de Frühere Bilsesche Kapelle (literalmente "Fosta formație a lui Bilse"); grupul s-a detașat de fostul dirijor Benjamin Bilse după ce acesta a anunțat că va duce formația la Varșovia într-un vagon de tren de clasa a 4-a pentru un concert. Orchestra a fost redenumită și reorganizată în 1887 după ce a primit finanțare din partea lui Hermann Wolff. Noul lor dirijor a fost Ludwig von Brenner iar în 1887 Hans von Bülow, unul dintre cei mai importanți dirijori din lume, a preluat postul. Acesta a ajutat la formarea reputației internaționale a orchestrei iar printre dirijorii ivitați să dirijeze orchestra în următorii ani s-au numărat Hans Richter, Felix von Weingartner, Richard Strauss, Gustav Mahler, Johannes Brahms și Edvard Grieg.

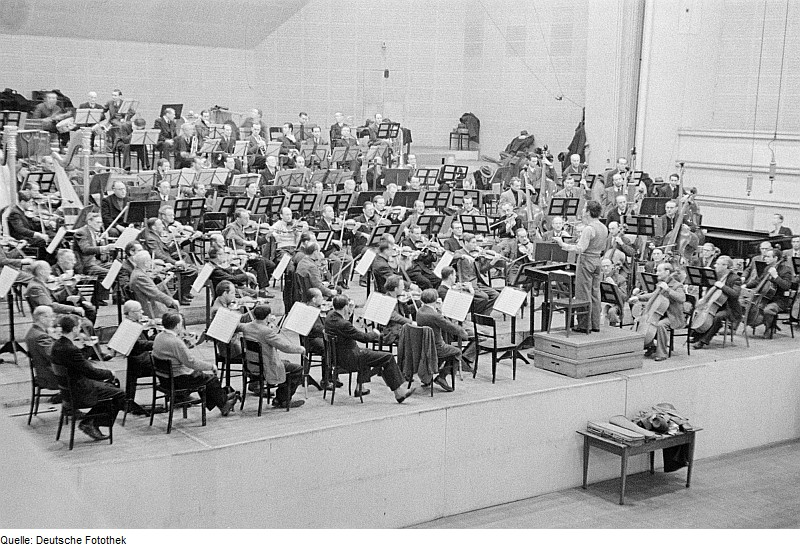
Sergiu Celibidache dirijând Orchestra Filarmonică din Berlin

În 1895 Arthur Nikisch a devenit principalul dirijor și a fost urmat în 1923 de Wilhelm Furtwängler. În ciuda schimbărilor în conducere orchestra a continuat să interpreteze în cea mai mare parte a celui de-al Doilea Război Mondial. După ce Furtwängler a fugit în Elveția în 1945 Leo Borchard a devenit dirijorul principal. Acest post a fost deținut doar câteva luni deoarece Borchard a fost împușcat și omorât accidental de forțele americane ce ocupaseră Berlinul. Sergiu Celibidache a preluat astfel postul și l-a deținut pentru următorii șapte ani, din 1945 până în 1952. Furtwängler a revenit în 1952 și a dirijat orchestra până la moartea sa în 1954.
Succesorul său a fost Herbert von Karajan care a condus orchestra din 1955 până la demisia sa în aprilie 1989, cu doar câteva luni înainte de moartea sa. Sub conducerea sa orchestra a realizat un număr mare de înregistrări și turnee, căpătând astfel faimă. Când Karajan a renunțat postul i-a fost oferit lui Carlos Kleiber dar acesta a renunțat.

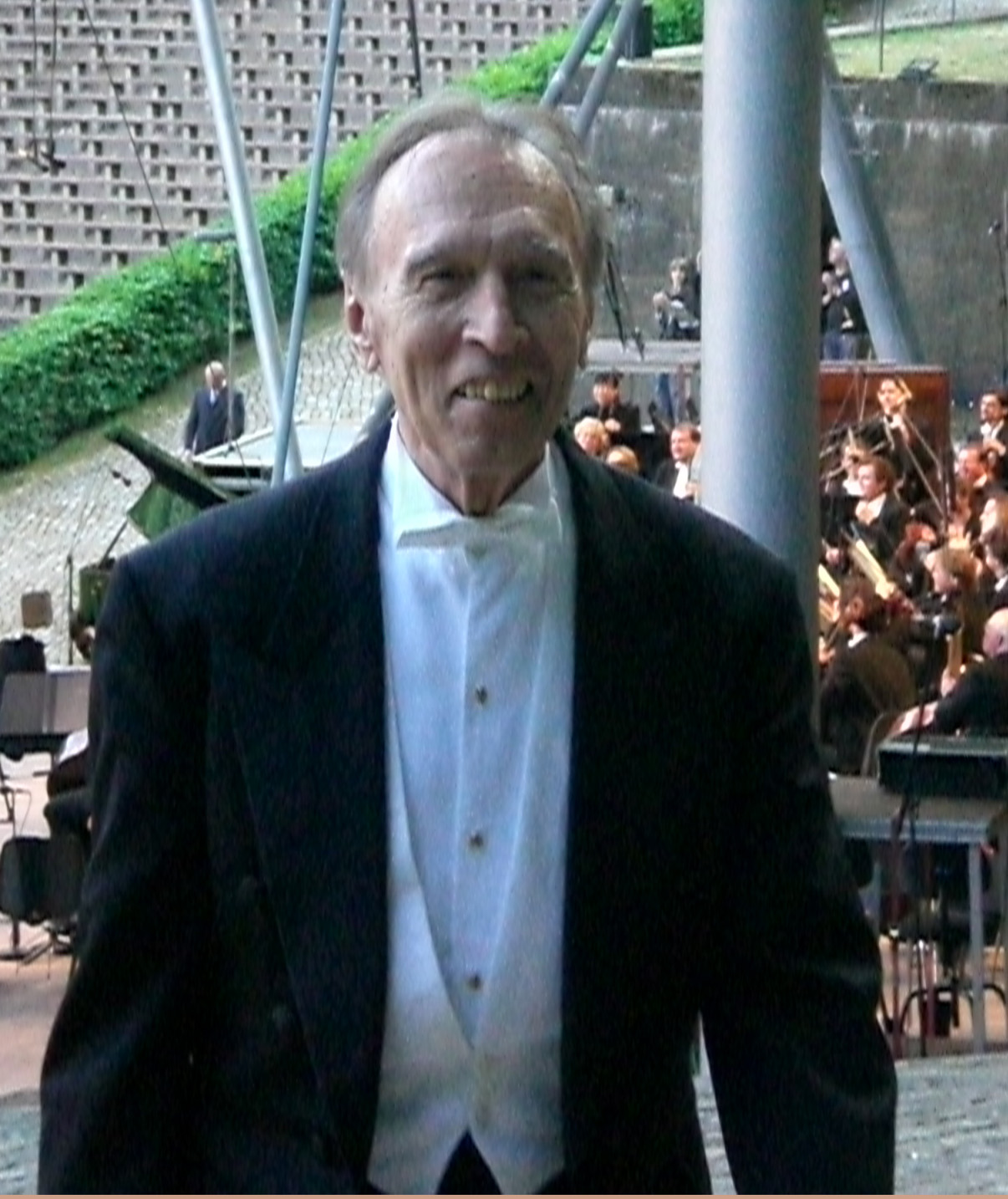
Claudio Abbado

Claudio Abbado a devenit succesorul lui Karajan și a dezvoltat repertoriul orchestrei dincolo de lucrările clasice și romantice cu lucrări moderne ale secolului al XX-lea. Abbado a renunțat la post în anul 2002 pentru a dirija Lucerne Festival Orchestra. În epoca post-unificare orchestra s-a confruntat cu probleme financiare datorită situației economice precare din orașul Berlin. În 2006 Academia Orchestrei Filarmonice din Berlin a înființat Premiul pentru Compoziție "Claudio Abbado" în onoarea sa.
În iunie 1999 muzicienii l-au ales pe Simon Rattle ca următorul dirijor principal. Rattle a pus o condiție la semnarea contractului ca Filarmonica din Berlin să devină o societate publică administrată propriu, cu puterea de a lua propriile decizii artistice și financiare. Aceasta a necesitat o schimbare a legii statului care a fost aprobată în 2001, permițându-i să ocupe postul începând cu anul 2002. Contractul inițial al lui Rattle cu orchestra era valabil până în anul 2012. În aprilie 2008 muzicienii orchestrei au aprobat să prelungească șederea lui Rattle în postul de dirijor șef.

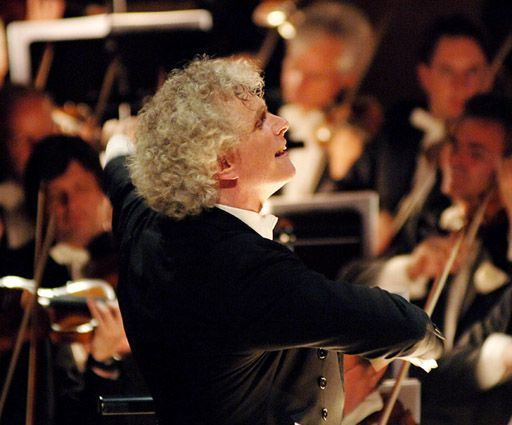
Simon Rattle dirijând Orchestra Filarmonică din Berlin

În 2006 orchestra a anunțat că va analiza rolul ei în timpul Regimului Nazist. În 2007 Misha Aster a publicat The Reich's Orchestra, studiul său cu privire la relația orchestrei cu conducătorii celui de-al Treilea Reich. Tot în 2007 a fost lansat filmul documentar The Reichsorchester regizat de Enrique Sánchez Lansch.
Prima sală de concerte a Filarmonicii a fost distrusă în 1944. Începând cu anul 1963 orchestra își are sediul la Philharmonie, clădire care a fost în construcție între anii 1960 și 1963 după un proiect al arhitectului Hans Scharoun. Pe 20 mai 2008 a izbucnit un incendiu. Un sfert din acoperiș a fost puternic afectat deoarece pompierii au fost nevoiți să îl taie pentru a stinge flăcările de sub acoperiș. Sala a fost afectată din cauza apei folosite la stingerea incendiului dar în rest a fost "în mare parte neafectată". Pompierii au limitat avariile prin folosirea de spumă. Orchestrei i s-a comunicat să nu mai folosească sala de concerte până în iunie 2008.
Pe 18 decembrie 2008 orchestra a anunțat crearea Sălii de Concert Digitale. Această nouă platformă de Internet permite fanilor din toată lumea să vadă și să asculte concertele Filarmonicii în direct la comandă.

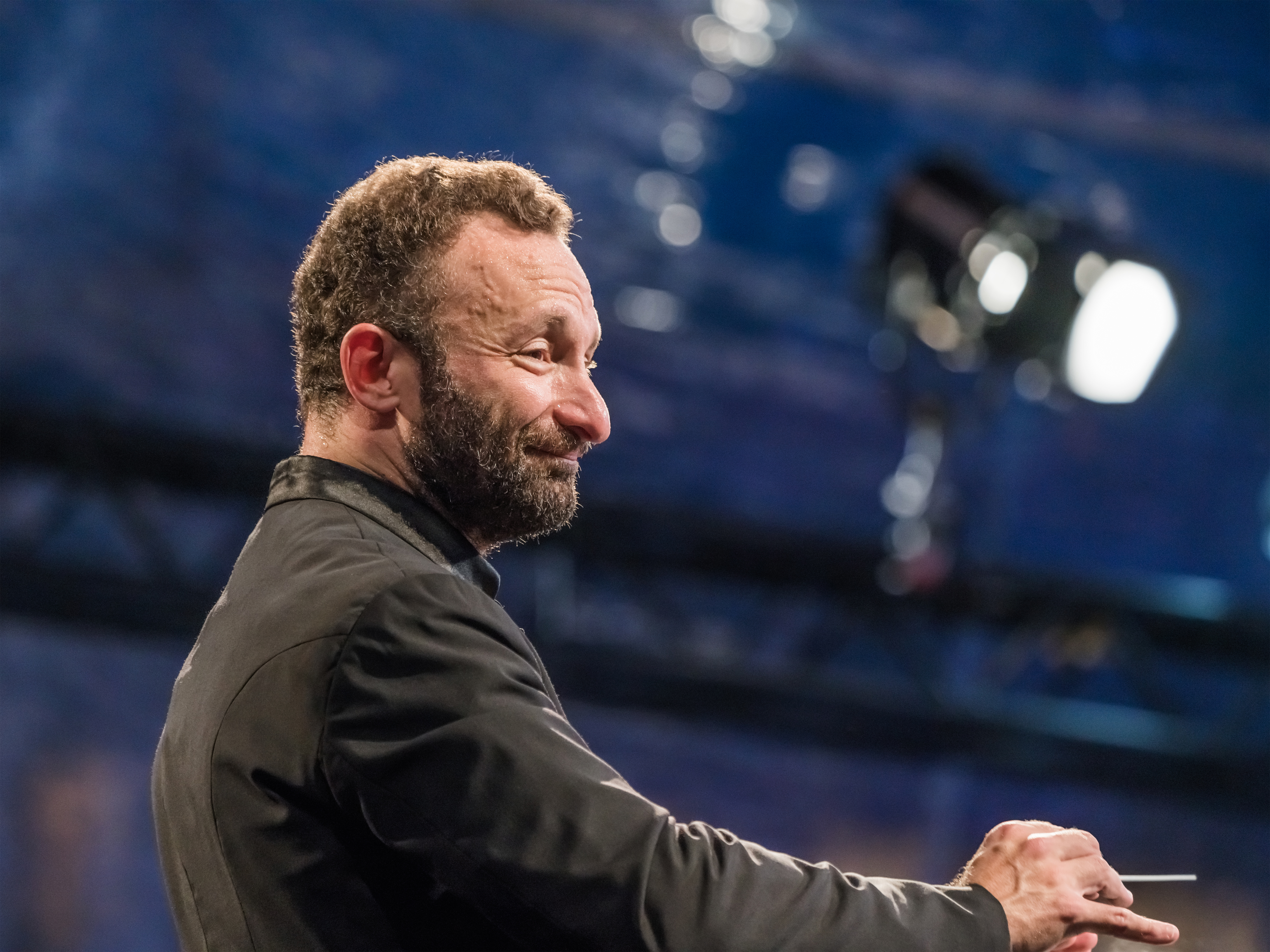
Kirill Petrenko

Pe 10 ianuarie 2013 Simon Rattle a anunțat că și-a prelungit contractul până în 2018. Kirill Petrenko a devenit succesorul lui Rattle.

## Dirijorii principali
- Ludwig von Brenner (1882-1887)
- Hans von Bülow (1887-1892)
- Arthur Nikisch (1895-1922)
- Wilhelm Furtwängler (1922-1945)
- Leo Borchard (mai-august 1945)
- Sergiu Celibidache (1945-1952)
- Wilhelm Furtwängler (1952-1954)
- Herbert von Karajan (1954-1989)
- Claudio Abbado (1989-2002)
- Simon Rattle (2002-2018)
- Kirill Petrenko (2019–prezent)